# Cavallo (Fahrrad)

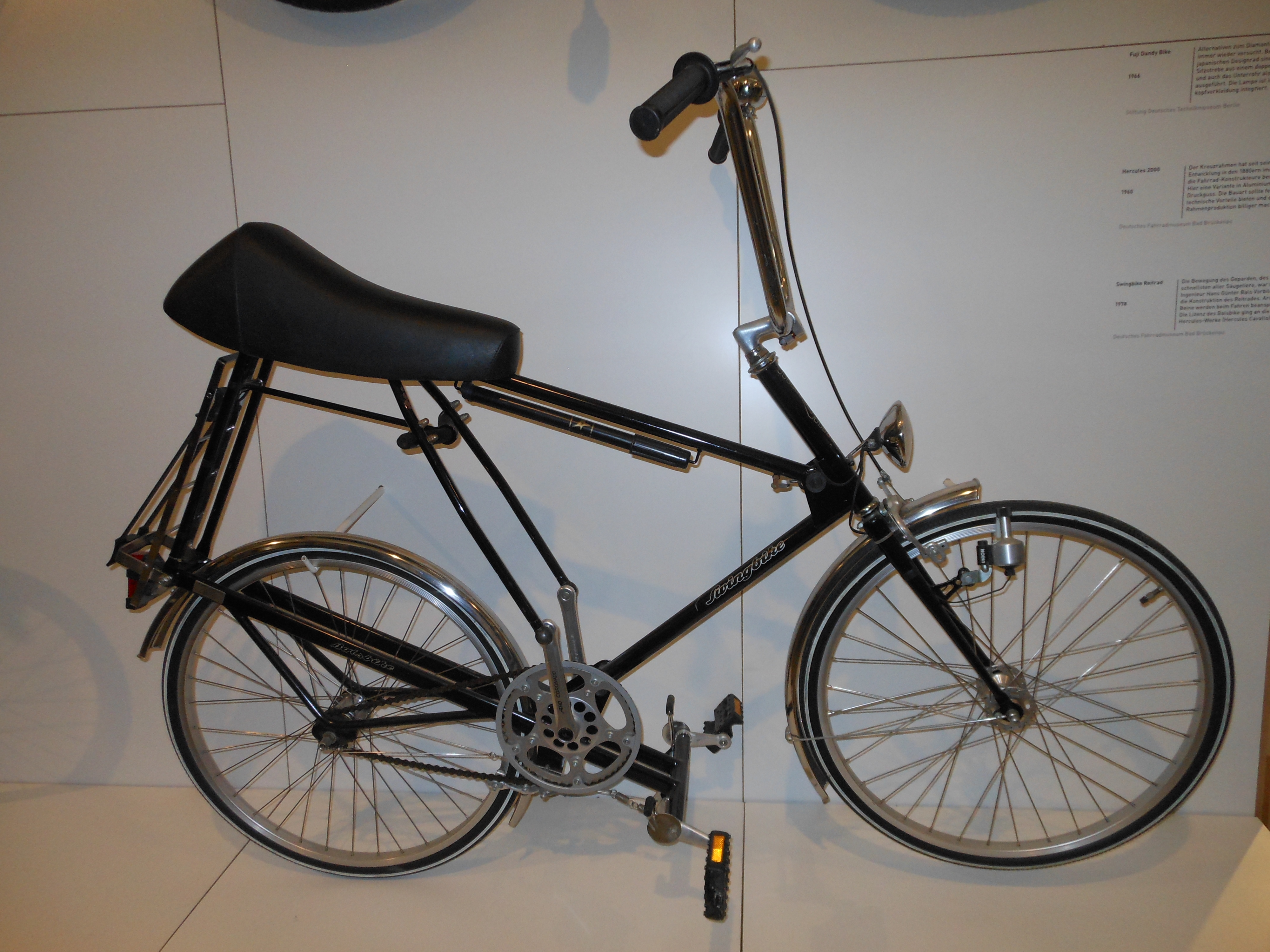
Das „Balsbike“ von 1979

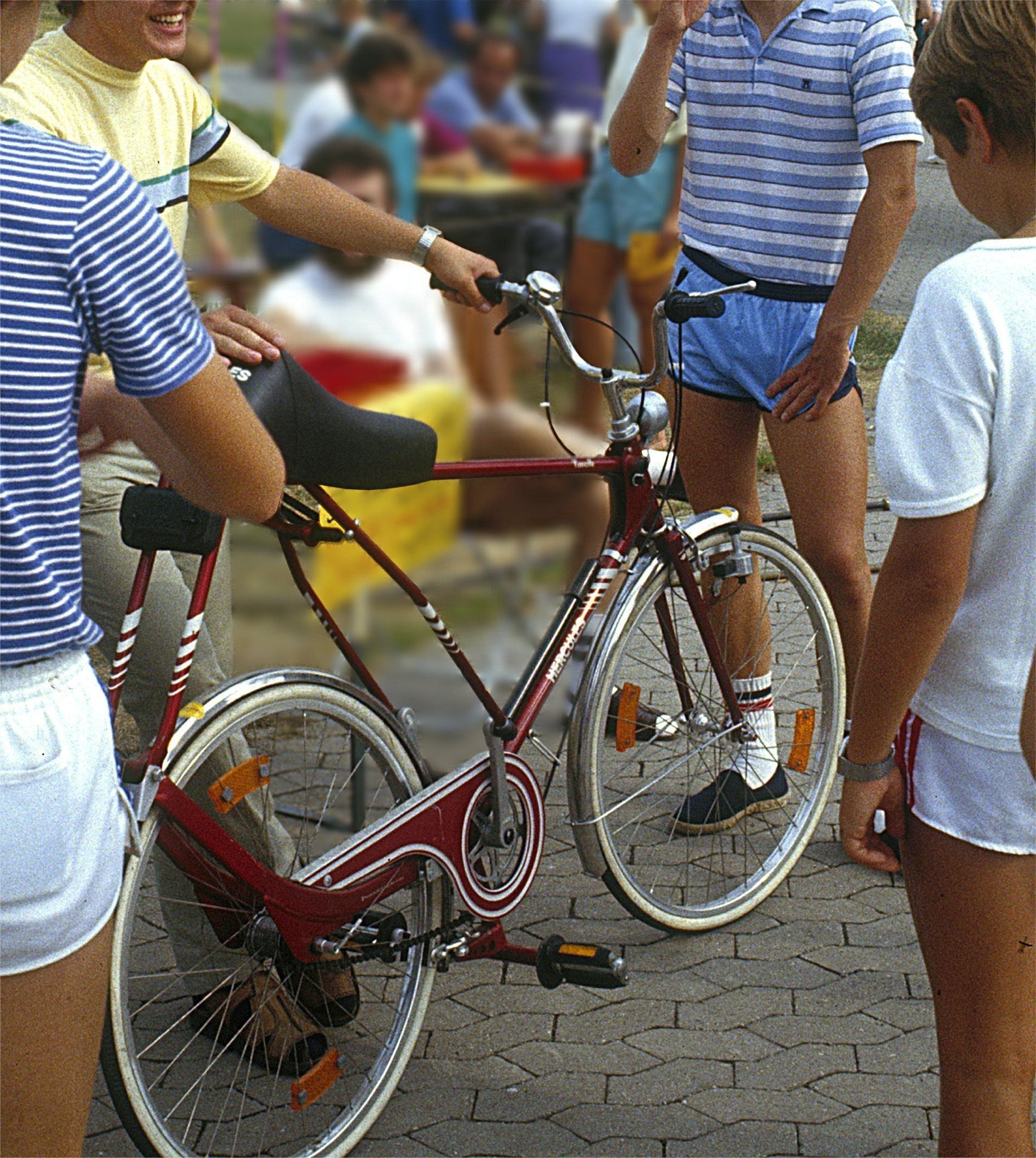
Hercules Cavallo 1983 als Attraktion bei einer Wohltätigkeitsveranstaltung

Das Cavallo von Hercules ist ein Fahrradtyp, mit dessen Antrieb ein neues Konzept verwirklicht wurde. Das Fahrrad wird nicht mit den Füßen über Pedale, sondern durch Körperbewegungen über eine Konstruktion mit vier Gelenken des Rahmens und den Fahrradsattel angetrieben. Dabei wirken zwei Rahmenrohre als Pleuel auf die Kurbelarme des Antriebszahnrades. Die für die Fortbewegung erforderlichen Bewegungsabläufe erinnern entfernt an das Reiten eines Pferdes, was dem Fahrzeug seinen Namen verlieh (Cavallo ist Italienisch für Pferd).
Das Cavallo des Zweiradherstellers Hercules war ursprünglich eine Entwicklung des deutschen Maschinen- und Flugzeugbau-Ingenieurs Hans Günter Bals. 1956 versuchte er zum ersten Mal seine Idee einer den ganzen Körper einbeziehenden Fortbewegung in einem Kinderfahrrad zu realisieren. Nach dem Bau eines ersten Rades als Einzelstück konzipierte er in den 1970er-Jahren einen ersten Prototyp für Erwachsene. Als „Viergelenkrahmen“ konstruiert ermöglichte es erstmals einen Radantrieb durch Einsatz des ganzen Körpers. Arme, Beine, Bauch, Brust und Rücken – alles war am Antrieb des Rades beteiligt, in einer physiologisch natürlichen, runden Bewegung.
1978 wurde die von Bals konstruierte Neuentwicklung als „Reitrad“ im Aktuellen Sportstudio vorgestellt. Hercules erwarb die Lizenz und stellte eine erste Serie unter dem Namen Cavallo her, allerdings mit gravierenden Änderungen an der originalen Konstruktion. Das Rad wurde kein Erfolg, es blieb bei einer ersten Serie. Einzelne noch vorhandene Exemplare dieses technisch interessanten Gefährts sind heute gesuchte Sammlerstücke. Der Lizenzvertrag mit Hercules wurde aufgelöst und Bals übernahm die Entwicklung und Herstellung unter dem Namen Balsbike und später Swingbike wieder selbst – in kleinsten, teils handgefertigten Auflagen.
Aus dem Bewegungsmuster entwickelte Bals später auch ein therapeutisches Standgerät – den Swingtrainer – und auch gemeinsam mit seinem Sohn Christoph Bals, Diplomingenieur für Maschinenbau und Medizintechnik, den relactiver für den Einsatz in der physikalischen Therapie und im Sport.
An der Vision des Rades hat Bals über 50 Jahre festgehalten und das mechanische Prinzip weiterentwickelt. 2009 ist er mit einer neuen Auflage des Swingbike in Serie gegangen.